# 勇者的浪漫
《勇者的浪漫》為台灣電影《KANO》主題曲，由日本歌手Rake創作，並由日本歌手中孝介，台灣歌手范逸臣、Suming和羅美玲演唱。全曲穿插日文、中文、英文和原住民吟唱。
報導指出，Rake看了15分鐘精華片花，便感動到落淚，隨即在一周內完成創作。Rake說：「我完全感受到嘉農精神，而且我自己中學時也打過棒球，更有感覺。」
事實上，Rake的爺爺是在台灣出生的日本人。Rake表示參與《KANO》主題曲的製作讓他覺得從爺爺那得到「巨大的power」，這樣的緣分讓他感到很不可思議。
《勇者的浪漫》為2018年中華民國國慶煙火選用歌曲。

## 來源
1. 1 2 3  FANILY 頻道 嘉農. . Fanily 粉絲玩樂. 2014-01-03  [2018-10-12]. （原始内容存档于2019-09-14） （中文）.
2. ↑  YouTube上的國慶煙火在花蓮 三立iNEWS全程直播中 三立iNEWS，始於29分00秒
3. ↑  YouTube上的國慶煙火登場！美麗焰火照亮花蓮夜空，始於28分30秒